# Blepharis inflata
Blepharis inflata är en akantusväxtart som beskrevs av K. Vollesen. Blepharis inflata ingår i släktet Blepharis och familjen akantusväxter. Inga underarter finns listade i Catalogue of Life.